# Naprej zastava slave
Naprej zastava slave (Naprzód, sztandarze chwały) – dawny hymn Słowenii. Wiersz został napisany 16 maja 1860 roku przez Simona Jenko. Muzyka została ułożona w 1860 r. przez Davorina Jenko. Naprej zastava slave był hymnem Słowenii jako części składowej Królestwa SHS i Królestwa Jugosławii. Równocześnie hymn ten był - obok hymnów Serbii i Chorwacji - częścią ówczesnego jugosłowiańskiego hymnu państwowego. Po 1945 r. został zastąpiony przez pieśń Hej Slovani, pełniącą rolę hymnu SFRJ. Pieśń Naprej zastava slave zaczęła być ponownie wykonywana w czasie nasilenia dążeń niepodległościowych Słowenii w latach 80. XX wieku, jednak większą popularność zyskała Zdravljica i w końcu ta ostatnia pieśń została hymnem niepodległej republiki. Obecnie Naprej zastava slave jest hymnem słoweńskich sił zbrojnych.

## Słowa
Naprej zastava slave
Naprej zastava slave,

na boj junaška kri,

za blagor očetnjave

naj puška govori!

Z orožjem in desnico,

nesimo vragu grom,

zapisat v kri pravico,

ki terja jo naš dom.

Naprej zastava slave,

na boj junaška kri,

za blagor očetnjave

naj puška govori!

Naprej! Naprej!